# Last Desire
Albums de Mastercastle
The Phoenix
(2009)
Last Desire est le  2e album studio du groupe italien Mastercastle sorti en 2010.

## Liste des titres
Tous les titres sont composés par Mastercastle à l'exception de La Serenissima qui est une composition de Rondo Veneziano.
| 1.    | Event Horizon        | 4:08 |
| 2.    | Misr                 | 4:55 |
| 3.    | Wild Spell           | 5:01 |
| 4.    | Last Desire          | 3:59 |
| 5.    | Away                 | 4:07 |
| 6.    | Space Trip           | 4:53 |
| 7.    | Jade Star            | 4:40 |
| 8.    | Great Heaven's Climg | 5:24 |
| 9.    | Cat-house            | 4:54 |
| 10.   | Toxie Radd           | 4:49 |
| 11.   | La Serenissima       | 3:15 |
| 12.   | Scarlett             | 4:31 |
| 55:05 |                      |      |

## Musiciens
- Giorgia Gueglio : chant
- Steve Vawamas : basse, claviers.
- Pier Gonella : guitares.
- Alessandro Bissa : batterie, percussion.